# Köröser Weichsel
Die Ungarische oder Köröser Weichsel ist eine geschmacklich hervorragende Lokalsorte der Sauerkirsche (Prunus cerasus) mit großen, dunklen Früchten. Sie gilt als der Schattenmorelle in mehrerer Hinsicht überlegen, die Bäume sind dagegen aber selbststeril und die Früchte anfällig für Moniliafäule.
Aus dem Formenreichtum der ursprünglichen Sämlingspopulation gibt es verschiedene Hochleistungs-Auslesen wie die (amtlich zugelassenen) ‚Pándy 48‘, ‚Pándy 279‘ und ‚Pándy Bb. 119‘. Zusätzlich ergaben sich bei der 
früher üblichen vegetativen Vermehrung über Wurzelausläufer etliche Sports mit abweichenden Eigenschaften.

## Beschreibung
Die starkwüchsigen, hochkronigen Bäume gedeihen auf nicht zu schwerem Boden und vertragen auch trockene Standorte. Sie sind tolerant gegenüber dem Nekrotische Ringflecken-Virus. Sie kommen früh in Ertrag, der bei geeigneten (Nährstoff-)Bedingungen potenziell hoch ausfällt, aber von Jahr zu Jahr stark schwanken kann. Die selbststerilen Blüten erscheinen mittelspät im Jahr und sind nicht frostempfindlich. Trotzdem ist die Befruchtung witterungsabhängig.
Die Früchte reifen in der vierten bis fünften Kirschwoche. Allerdings existieren Varianten, die eine weite Bandbreite an Blüte- und Reifezeiten abdecken. Es finden sich Stielblättchen an Fruchtstielen. Die großen bis sehr großen (3 bis 5,6 Gramm, um 24 mm Durchmesser) Kirschen haben eine stielseits leicht abgeflachte Kugelform. Sie sind platzfest und eignen sich für mechanische Ernte. Die feste, glänzende Haut entwickelt eine rötlich- bis schwarzbraune Farbe. Das dunkle, mittelfeste Fleisch hat überragendes Aroma mit einem für Frischverzehr sehr angenehmen Säuregehalt und löst sich leicht vom Stein.

## Geschichte
Zur genauen Herkunft wird eine Reihe von Hypothesen diskutiert.
Sie wurde aus dem Umkreis von Nagykőrös über ganz Ungarn verbreitet. Bis nach 1970 war sie dort die meistangebaute Sorte, die auch internationale Bekanntheit erlangte. Aufgrund schlechter Erträge ging der Anbau auch in Ungarn zurück.
Bei den meisten Sauerkirsch-Neuzüchtungen der Jahrzehnte um die Jahrtausendwende (in Deutschland und Ungarn) wurde die Sorte als ein Kreuzungspartner genutzt.